# Magny-le-Freule
Magny-le-Freule és un municipi francès situat al departament de Calvados i a la regió de Normandia. L'any 2007 tenia 296 habitants.

## Demografia

### Població
El 2007 la població de fet de Magny-le-Freule era de 296 persones. Hi havia 118 famílies de les quals 24 eren unipersonals (16 homes vivint sols i 8 dones vivint soles), 47 parelles sense fills, 43 parelles amb fills i 4 famílies monoparentals amb fills.
La població ha evolucionat segons el següent gràfic:
Habitants censats

### Habitatges
El 2007 hi havia 142 habitatges, 123 eren l'habitatge principal de la família, 14 eren segones residències i 5 estaven desocupats. Tots els 141 habitatges eren cases. Dels 123 habitatges principals, 105 estaven ocupats pels seus propietaris, 13 estaven llogats i ocupats pels llogaters i 5 estaven cedits a títol gratuït; 1 tenia una cambra, 4 en tenien dues, 21 en tenien tres, 34 en tenien quatre i 63 en tenien cinc o més. 87 habitatges disposaven pel capbaix d'una plaça de pàrquing. A 50 habitatges hi havia un automòbil i a 66 n'hi havia dos o més.

### Piràmide de població
La piràmide de població per edats i sexe el 2009 era:
| Homes | Edats   | Dones |
| ----- | ------- | ----- |
| 0     | 95 o +  | 4     |
| 0     | 90 a 94 | 0     |
| 4     | 85 a 89 | 0     |
| 0     | 80 a 84 | 0     |
| 4     | 75 a 79 | 0     |
| 12    | 70 a 74 | 12    |
| 16    | 65 a 69 | 12    |
| 4     | 60 a 64 | 4     |
| 16    | 55 a 59 | 16    |
| 12    | 50 a 54 | 8     |
| 24    | 45 a 49 | 16    |
| 12    | 40 a 44 | 16    |
| 12    | 35 a 39 | 8     |
| 8     | 30 a 34 | 4     |
| 4     | 25 a 29 | 4     |
| 8     | 20 a 24 | 4     |
| 28    | 15 a 19 | 8     |
| 12    | 10 a 14 | 8     |
| 16    | 5 a 9   | 12    |
| 4     | 0 a 4   | 0     |

## Economia
El 2007 la població en edat de treballar era de 197 persones, 145 eren actives i 52 eren inactives. De les 145 persones actives 130 estaven ocupades (74 homes i 56 dones) i 15 estaven aturades (3 homes i 12 dones). De les 52 persones inactives 25 estaven jubilades, 8 estaven estudiant i 19 estaven classificades com a «altres inactius».

### Ingressos
El 2009 a Magny-le-Freule hi havia 120 unitats fiscals que integraven 294 persones, la mediana anual d'ingressos fiscals per persona era de 17.076 €.

### Activitats econòmiques
Dels 8 establiments que hi havia el 2007, 2 eren d'empreses de fabricació d'altres productes industrials, 1 d'una empresa de construcció, 1 d'una empresa de comerç i reparació d'automòbils, 2 d'empreses de serveis, 1 d'una entitat de l'administració pública i 1 d'una empresa classificada com a «altres activitats de serveis».
L'únic servei als particulars que hi havia el 2009 era una fusteria.
L'any 2000 a Magny-le-Freule hi havia 15 explotacions agrícoles que ocupaven un total de 232 hectàrees.

## Poblacions més properes
El següent diagrama mostra les poblacions més properes.